# Rajd Portugalii 1991
Rajd Portugalii 1991 (25. Rallye de Portugal - Vinho do Porto) – 25 Rajd Portugalii rozgrywany w Portugalii w dniach 5-9 marca. Była to trzecia runda Rajdowych Mistrzostw Świata w roku 1991. Rajd został rozegrany na szutrze i asfalcie. 

## Wyniki końcowe rajdu[1]
| Msc. | Kierowca           | Pilot           | Samochód                   | Czas    | Strata   | Grupa | Punkty |
| ---- | ------------------ | --------------- | -------------------------- | ------- | -------- | ----- | ------ |
| 1    | Carlos Sainz       | Luis Moya       | Toyota Celica GT-Four      | 6:06.36 | 0.0      | A8    | 20     |
| 2.   | Didier Auriol      | Bernard Occelli | Lancia Delta Integrale 16V | 6:07.23 | +0.47    | A8    | 15     |
| 3.   | Miki Biasion       | Tiziano Siviero | Lancia Delta Integrale 16V | 6:08.41 | +2.05    | A8    | 12     |
| 4.   | Juha Kankkunen     | Juha Piironen   | Lancia Delta Integrale 16V | 6:13.57 | +7.21    | A8    | 10     |
| 5.   | Markku Alén        | Ilkka Kivimäki  | Subaru Legacy RS           | 6:34.12 | +27.36   | A8    | 8      |
| 6.   | François Chatriot  | Michel Périn    | Subaru Legacy RS           | 6:35.34 | +28.58   | A8    | 6      |
| 7.   | Jesús Puras        | José Arrarte    | Mazda 323 GTX              | 6:50.17 | +43.41   | A8    | 4      |
| 8.   | Grégoire De Mévius | Hervé Sauvage   | Mazda 323 GTX              | 6:55.38 | +49.02   | N4    | 3      |
| 9.   | Ernst Harrach      | Michael Uhl     | Lancia Delta Integrale 16V | 7:09.18 | +1:02.42 | A8    | 2      |
| 10.  | Carlos Bica        | Fernando Prata  | Lancia Delta Integrale 16V | 7:10.44 | +1:04.08 | A8    | 1      |

## Klasyfikacja po 3 rundach
Tabele przedstawiają tylko pięć pierwszych miejsc.

### Kierowcy
| Lp. | Kierowca         | Pkt |
| --- | ---------------- | --- |
| 1   | Carlos Sainz     | 40  |
| 2   | Massimo Biasion  | 27  |
| 3   | Kenneth Eriksson | 20  |
| 4   | Markku Alén      | 20  |
| 5   | Juha Kankkunen   | 18  |

### Producenci
| Lp. | Producent | Pkt |
| --- | --------- | --- |
| 1   | Toyota    | 40  |
| 2   | Lancia    | 34  |
| 3   | Ford      | 14  |
| 4   | Subaru    | 10  |
| 5   | Mazda     | 6   |